# Cadillac Center (Detroit People Mover)
Cadillac Center es una estación del Detroit People Mover de la ciudad de Detroit, Míchigan (Estados Unidos). Es administrada por el Departamento de Transporte de Detroit. Fue inaugurada en 1987 y se encuentra en la avenida Gratiot, entre las calles Farmer y Library. En 2007 se inauguró en sus alrededores la Plaza Cadillac.

## Descripción
La estación consiste en una plataforma lateral. Cuenta con la obra In Honour of Mary Chase Stratton de cerámica Pewabic de la artista Diana Kulisek. Además de la Plaza Cadillac, en sus inmediaciones se encuentra el One Campus Martius, el Parque Campus Martius, la Sede Skillman Biblioteca Pública y el Hilton Garden Inn.